# Fjällbuskblomfluga
Fjällbuskblomfluga (Parasyrphus tarsatus) är en tvåvingeart som först beskrevs av Zetterstedt 1838.  Fjällbuskblomfluga ingår i släktet buskblomflugor, och familjen blomflugor. Arten är reproducerande i Sverige. Inga underarter finns listade i Catalogue of Life.